# L'Épingle noire
 (février 2023).
Si vous disposez d'ouvrages ou d'articles de référence ou si vous connaissez des sites web de qualité traitant du thème abordé ici, merci de compléter l'article en donnant les références utiles à sa vérifiabilité et en les liant à la section « Notes et références ».
L'Épingle noire est une mini-série française en 6 épisodes de 55 minutes, créée par Dominique Saint-Alban d'après son roman éponyme, réalisée par Maurice Frydland et diffusée en 1982 sur Antenne 2.

## Synopsis
En 1847, alors que Louis-Philippe est au pouvoir, le jeune aristocrate Damien del Janeiro rejoint « L'Épingle noire », un cercle républicain dont l'objectif est de renverser le roi.

## Distribution
- Pierre Arditi : Damien del Janeiro
- Caroline Chaniolleau (de) : Lorraine / Stéphanie
- Gérard Desarthe : Charles Lyxen
- Françoise Bertin : Madame de Hon
- Françoise Goussard : Fine
- Henri Marteau : Germain
- Maurice Vaudaux : Ludovic
- Véronique Silver : Madame Pilou
- Céline Ertaud  : Elise
- Jean Bouise : Margonne
- Michel Muller (acteur) : Antonin Prépédigne
- Lionnel Astier : un paysan
- Catherine ALLÉGRET